# Conway (Pennsilvània)
Conway és un borough al Comtat de Beaver (Pennsilvània) als Estats Units d'Amèrica. Aquest nucli de població densament poblat és a la riba del riu Ohio i en l'àrea metropolitana de Pittsburgh. Conway és el lloc d'una important estació ferroviària de triatge, propietat de Norfolk Southern Railway i que heretà de Conrail, empresa que desenvolupà originalment el trànsit ferroviari de Pennsilvània.

## Demografia
Segons el cens de 2000, hi havia 2.290 persones, 988 cases, i 656 famílies que vivien a la ciutat. Hi havia 1.026 habitatges amb una densitat mitjana de 316,9 habitatges/km². La distribució per races, segons els criteris d'etnicitat del cens, de la ciutat era 98,25% blancs, 1,27% afroamericans, 0,04% d'altres races, i un 0,39% de dues o més races. El 0,48% de la població eren hispànics o llatins de qualsevol raça.
Hi havia 988 cases de les quals corresponia 23,7% tenien nens de menys de 18 que vivien amb ells, en un 53,8% hi havia parelles casades convivint, 8,9% tenien un cap de família femení sense presència del marit i 33,6% no eren unitats familiars. El 31,0% de totes les cases tenien un sol habitant i un 19,2% tenien alguna persona anciana de 65 anys o més. La mitjana d'habitants per casa era de 2,30 i la mitjana d'habitants per unitat familiar era de 2,87.
La població es repartia 18,7% tenia menys de 18 anys, 7,1% a 18 i 24, un 25,4% entre 25 i 44, un 25,4% de 45 a 64, i el 23,4% 65 anys o més. La mitjana d'edat va ser de 44 anys. Per cada 100 dones hi ha 89,4 homes. Per cada 100 dones majors de 18 anys, havia 85,4 homes.
La renda mediana per habitatge a la ciutat era $ 34.181, i la renda mediana per família $ 46.250. Els homes tenien una renda mediana de 36.167 $ contra $ 23.516 per a les dones. La renda per capita de la població era de $ 18.699. El 7,6% de la població i 4,8% de famílies estaven sota del llindar de pobresa. De la població total, el 7,1% dels menors de 18 anys i el 10,0% dels majors de 65 per vivien sota del llindar de pobresa.